# Choses vues à droite et à gauche (sans lunettes)
Choses vues à droite et à gauche (sans lunettes) est une suite de trois pièces pour violon et piano d'Erik Satie, composée en 1914. 

## Présentation
Exemple de rare incursion de Satie dans le domaine de la musique de chambre, Choses vues à droite et à gauche (sans lunettes) est un duo pour violon et piano composé en janvier 1914.
La partition, dédiée au violoniste Marcel Chailley (de), est publiée en 1916 par Rouart-Lerolle.
C'est dans cette œuvre — au premier mouvement, Choral hypocrite — que figure en marge une savoureuse note de Satie, qui sort à cette époque de plusieurs années d'étude à la Schola Cantorum :

« Mes chorals égalent ceux de Bach, avec cette différence qu'ils sont plus rares et moins prétentieux. »

## Structure
Le cahier, d'une durée moyenne d'exécution de quatre minutes environ, comprend trois mouvements :
1. « Choral hypocrite » — Grave, dix mesures à quatre temps (noté ), daté du 17 janvier (1914)
2. « Fugue à tâtons » — Pas vite à 
, daté du 21 janvier
3. « Fantaisie musculaire » — Un peu vif à 
, daté du 30 janvier

## Analyse
Vincent Lajoinie souligne que « ces courtes pages témoignent incontestablement d'un renouveau créateur qui annonce déjà le second souffle de l’œuvre humoristique du musicien ».
Vladimir Jankélévitch relève l'indication « En feu ! [que] prescrit ironiquement la Fantaisie musculaire à l'adresse des romantiques ».

## Discographie
- Les inspirations insolites d'Erik Satie — Choses vues à droite et à gauche (sans lunettes) par Yan Pascal Tortelier (violon) et Aldo Ciccolini (piano), enregistré en 1970, EMI Classics, CZS 7 62877 2 (2 CD), 1990, repris dans
- Tout Satie ! Erik Satie Complete Edition[7], CD 8, Yan Pascal Tortelier (violon) et Aldo Ciccolini (piano), Erato 0825646047963, 2015.